# Playa de la Torre Derribada
La playa de la torre derribada es una de las playas más modernas de las habilitadas para el turismo en San Pedro del Pinatar (España).
Es una playa en el mar Mediterráneo que suele tener poca gente.
Se sitúa en el Parque natural de los Arenales y Salinas, terminando junto al puerto.

## Galería de Imágenes

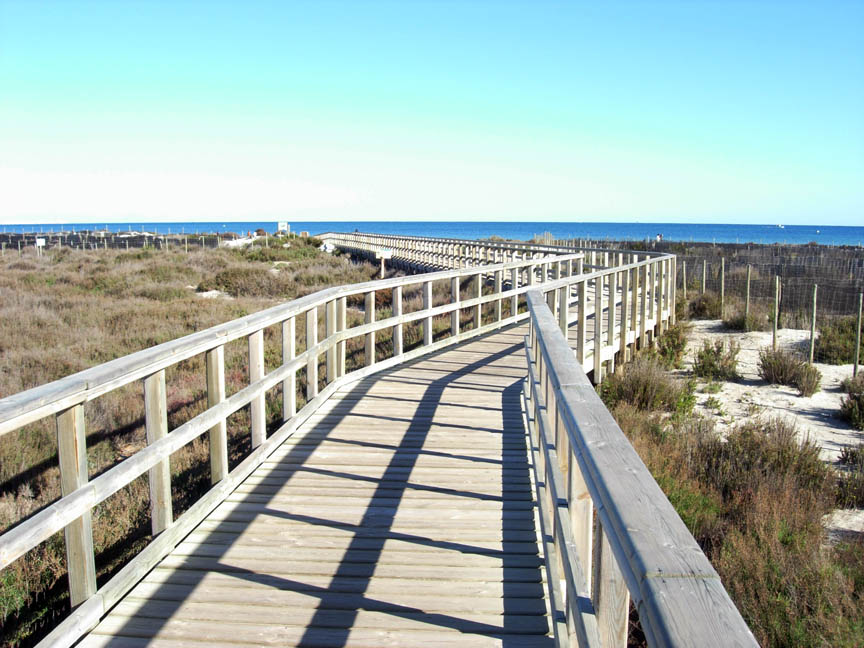
Atravesando el parque hasta la playa.
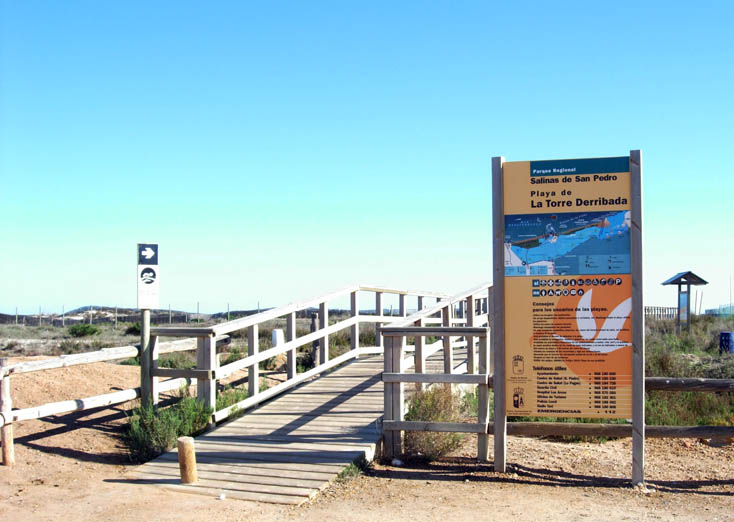
Entrada desde el parque.

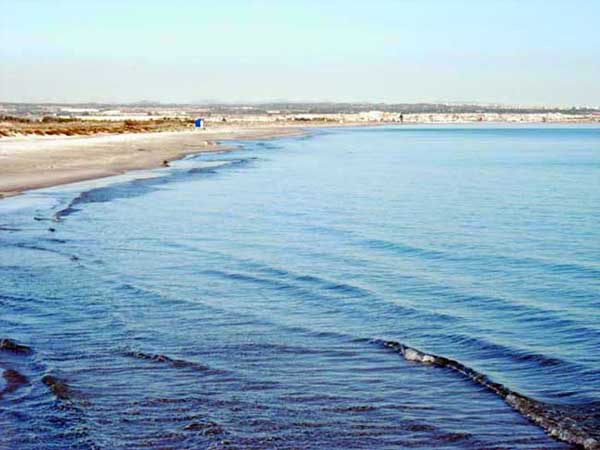
Vista desde el puerto.
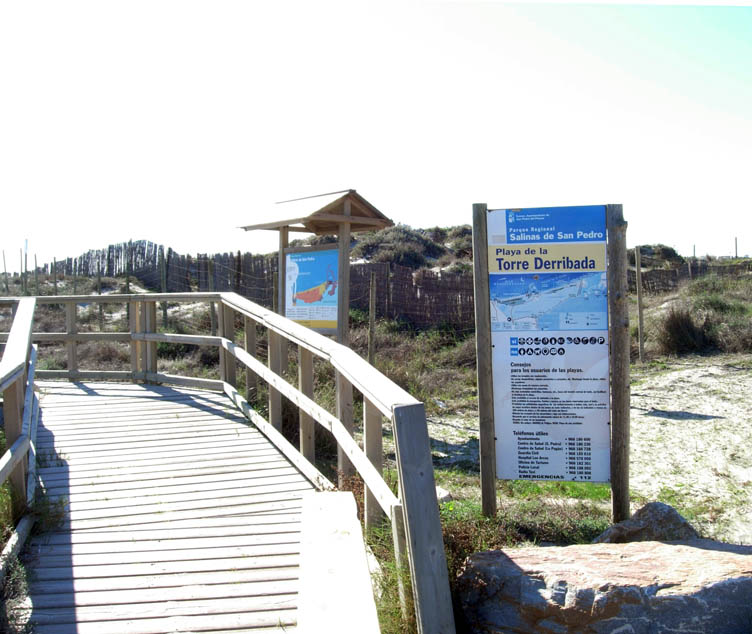
Acceso desde El Mojón.